# Plectropomus pessuliferus
Plectropomus pessuliferus là một loài cá biển thuộc chi Plectropomus trong họ Cá mú. Loài này được mô tả lần đầu tiên vào năm 1904.

## Từ nguyên
Từ định danh pessuliferus được ghép bởi hai âm tiết trong tiếng Latinh: pessulus ("ít vạch, sọc") và fero ("mang theo"), hàm ý đề cập đến các dải sọc dọc màu sẫm ở hai bên của một vài cá thể trưởng thành của loài cá này.

## Phạm vi phân bố và môi trường sống
Từ Đông Phi, P. pessuliferus được phân bố trải dài về phía đông đến Fiji và Tonga, bao gồm một vài vùng biển thuộc khu vực Ấn Độ Dương - Thái Bình Dương như ngoài khơi Zanzibar, bãi cạn Cargados Carajos, Sri Lanka và quần đảo Chagos gần đó, quần đảo Andaman và Nicobar (Ấn Độ), bờ biển Myanmar, quần đảo Similan (Thái Lan) hay tại đảo Sumatra (Indonesia), ngược lên phía bắc đến Hồng Kông và Philippines; gần đây được ghi nhận thêm ở ngoài khơi Bangladesh.
P. pessuliferus sống tập trung ở những khu vực mà san hô phát triển trên các rạn viền bờ và trong đầm phá, có thể được tìm thấy ở độ sâu đến ít nhất là 147 m.

## Phân loại học
Những ghi nhận của P. pessuliferus trước đây ở Biển Đỏ thực chất là Plectropomus marisrubri, một loài rất giống về kiểu hình so với P. pessuliferus và được coi là một phân loài của P. pessuliferus. Nhưng theo kết quả nghiên cứu của Ma (2014) trong luận án Tiến sĩ của mình, P. marisrubri có rất nhiều chấm xanh trên má (khoảng 30–50), hơn đáng kể so với P. pessuliferus (khoảng 12 đốm trở xuống). Vây ngực của hai loài cũng có sự khác biệt về màu sắc, màu nâu sẫm và nhạt dần trở ra rìa ở P. marisrubri, nhưng ở P. pessuliferus thì vây ngực trong mờ, có màu trắng nhạt.
Cũng dựa trên kết quả phân tích phát sinh loài của Ma và các cộng sự (2016) sau đó, P. pessuliferus lại không có quan hệ họ hàng trực tiếp với P. marisrubri, mà là loài chị em gần nhất với Plectropomus leopardus.
P. pessuliferus cũng có khi bị xác định nhầm là Plectropomus maculatus, một loài cũng có nhiều chấm xanh óng phủ khắp cơ thể; tuy nhiên, các chấm xanh ở đầu của P. maculatus thường kéo dài thành những vạch ngắn giúp phân biệt với P. pessuliferus và cả P. leopardus.

## Mô tả
Chiều dài cơ thể lớn nhất được ghi nhận ở P. pessuliferus là 120 cm. Loài này có màu đỏ cam đến nâu đỏ, dày đặc các chấm xanh lam trên cơ thể và các vây (đôi khi có những dải sọc dọc sẫm màu ở hai bên thân).
Số gai ở vây lưng: 7–8; Số tia vây ở vây lưng: 10–12; Số gai ở vây hậu môn: 3; Số tia vây ở vây hậu môn: 8; Số tia vây ở vây ngực: 16; Số gai ở vây bụng: 1; Số tia vây ở vây bụng: 5.

## Thương mại
Đánh bắt quá mức là mối đe dọa lớn đối với P. pessuliferus ở một số nơi trong khu vực phân bố, đặc biệt là Maldives, nơi loài này được xuất khẩu sang các thị trường Đông Nam Á, và đã ghi nhận sự suy giảm quần thể của P. pessuliferus ở đảo quốc này.